# 아바자인
아바자인(아바자어: Абаза (ашвуа), 러시아어: Абази́ны)은 러시아의 카라차예보체르케스카야 공화국과 아디게야 공화국에 살고 있는 민족이다. 아바자인들은 일부가 터키에도 거주하고 있는데, 캅카스 전쟁과 러시아 제국의 정복으로 이들이 터키로 떠났기 때문이다. 종교는 수니파 이슬람교를 믿는다.
2002년의 조사에 의하면 3만7,942명의 아바자인들이 러시아에 거주한다. 아바자인들은 아바자어를 쓰는데, 아바자어는 압하스어와 마찬가지로 북서캅카스어족에 속한다.